# 吉安·马泰奥·兰齐
吉安·马泰奥·兰齐（義大利語：Gian Matteo Ranzi，1948年1月31日—），意大利男子摔跤运动员。他曾代表意大利参加1972年和1976年夏季奥林匹克运动会摔跤比赛，其中1972年奥运会获得一枚铜牌。